# Pastuch i car'
Pastuch i car' (Пастух и царь) è un film del 1935 diretto da Aleksandr Kirillovič Ledaščev.